# مؤسسه پژوهش و هماهنگی صوت‌شناسی و موسیقی

نمای غربی ساختمان این مؤسسه

مؤسسه پژوهش و هماهنگی صوت‌شناسی و موسیقی (فرانسوی: Institut de Recherche et Coordination Acoustique/Musique‎) که به اختصار «IRCAM» نامیده می‌شود، نام یک مؤسسه فرانسوی است که کارش پژوهش دربارهٔ علمِ صداشناسی، موسیقی، موسیقی آوانگارد و موسیقی الکتروآکوستیک است.

این مرکز تحقیقاتی در کنار «مرکز ملی هنر و فرهنگ ژرژ پمپیدو» واقع است و زیرمجموعه‌ای از آن محسوب می‌شود.
طراحان ساختمان این مرکز، «رنزو پیانو» و «ریچارد راجرز» هستند.